# Pyrgacris descampsi
Espèce
Statut de conservation UICN

 CR B2ab(i,ii,iii,iv) ver 3.1 : 
En danger critique
Pyrgacris descampsi est une espèce d'insectes orthoptères du genre Pyrgacris, le seul de la famille des Pyrgacrididae. Cette espèce est endémique de l'île de La Réunion. Elle ne se nourrit que d'espèces de palmiers dont Acanthophoenix rubra, une espèce indigène en danger critique d'extinction. Sa zone d'occupation est estimée à 5,1 km2.
En 2014, l'UICN classe l'espèce en danger critique d'extinction parce qu'elle a une très petite zone d'occupation avec une population très fragmentée et que son habitat diminue continuellement en raison de la récolte illégale de sa plante alimentaire et des espèces végétales envahissantes non indigènes.

## Publication originale
- Kevan, 1974 : The phallic musculature of Pyrgomorphidae with particular reference to Atractomorpha sinensis sinensis Bolivar, and notes on the family Tristiridae and the subfamily Pyrgacridinae nov. (Orthoptera: Acridoidea). Acrida, vol. 3, no 4, p. 247-265.